# کارانداگولا
کارانداگولا (به لاتین: Karandagolla) یک منطقهٔ مسکونی در سری‌لانکا است که در استان مرکزی (سری‌لانکا) واقع شده‌است.